# Leggenda del Trasimeno
La leggenda del Trasimeno narra le vicende della ninfa Agilla e del principe Trasimeno, figlio del dio Tirreno.
Una prima versione della leggenda, la più triste, ma forse per questo la più popolare, narra del principe Trasimeno che viaggia nelle terre del centro Italia, l'antica Etruria. Nel suo viaggio giunge in riva ad un lago, ampio e con le rive coperte di alberi. Si ferma sulla riva e, dato il caldo estivo, decide di fare un bagno.

La ninfa Agilla lo scorge e rimane colpita dalla bellezza del giovane; decide di sedurlo e con il proprio canto lo attira al centro del lago. Ma questo causa tale stordimento nel giovane che sopraffatto dall'emozione, annega.

Narra ancora la leggenda che il corpo non è stato mai trovato e che in suo ricordo il lago è stato chiamato Trasimeno.
 Da allora, nelle serate di agosto, quando una brezza leggera vola sulle acque del lago e fa stormire le foglie, si dice che è il lamento della ninfa Agilla, alla ricerca del bellissimo principe. La leggenda viene citata da Matteo dall'Isola ne La Trasimenide (libro I, versi 156-166).
Più verosimilmente il nome Trasimeno deriva dalla posizione geografica del lago stesso: «oltre il monte Imeno (o Menio)» come si chiamava in epoca preromana il monte che lo delimita a settentrione.  